# Werdigeshausen

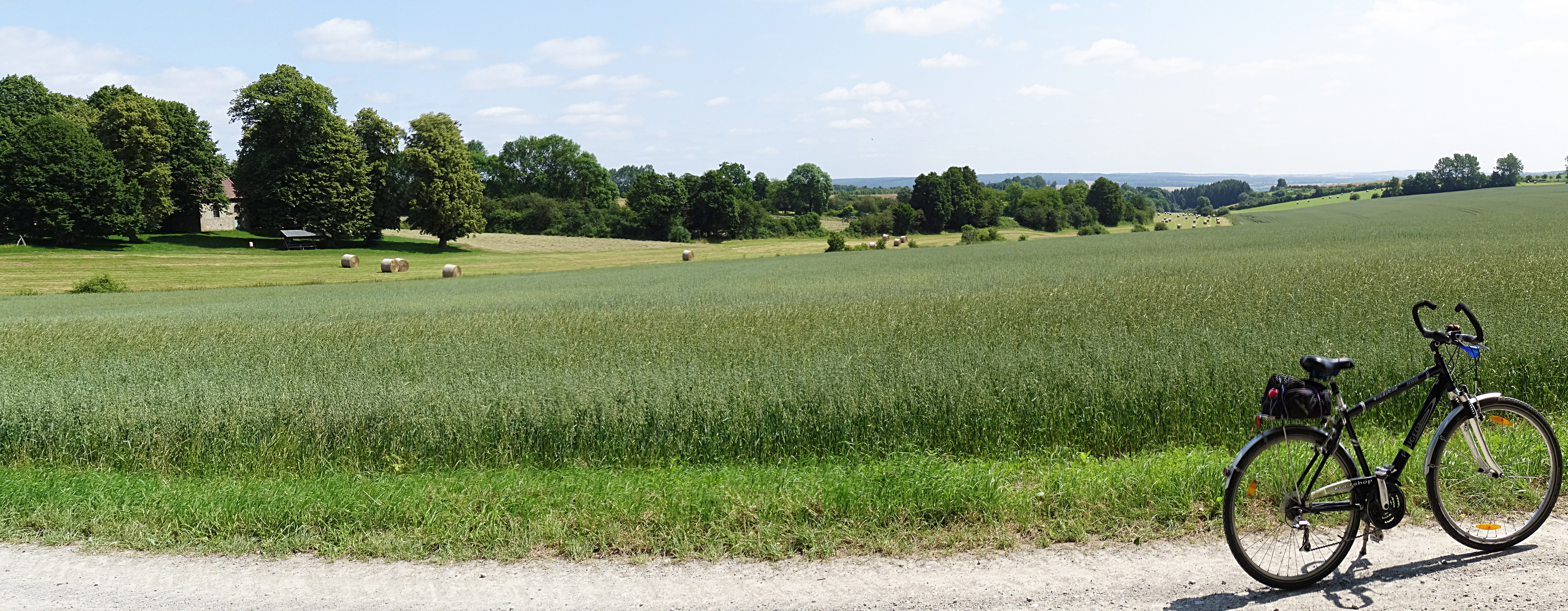
Blick über die ehemalige Ortslage am Beginn des Unstruttales mit der Kapelle

Die Wüstung Werdigeshausen (auch Werdigshausen) befindet sich in der Gemarkung der Landstadt Dingelstädt im Landkreis Eichsfeld in Thüringen.

## Lage
Die Wüstung liegt ungefähr zwei Kilometer westlich von Kefferhausen an einer historischen Straße nach Heuthen. Der Ort liegt in einer Senke, dem Werdigshäuser Grund, auf der Ostabdachung der Eichsfelder Höhe (ca. 460 m) umgeben von Feldern und Wiesen. Am Ende dieser Senke liegt das Quellgebiet der Unstrut.

## Geschichte der Siedlung
Der Ort Werdigeshausen wurde erstmals 1262 in einer Urkunde als Wedeshus erwähnt, eine Besiedlung scheint aber schon früher bestanden zu haben. Die Ortslage erstreckte sich nicht nur auf den Bereich der heutigen Kapelle, sondern war auf mehrere Siedlungsbereiche südöstlich verteilt. Im 14. Jahrhundert wurden mehrere Pfarrer der Dorfkirche erwähnt. Es wurden viele wechselnde Besitzverhältnisse genannt, wie das Kloster Anrode, die Familien von Bodungen, von Wintzingerode, von Tastungen, von Bültzingsleben, von Knorr und von Linsingen. 1356 wurden unter Erzbischof Gerlach die Patronatsrechte der Pfarrkirchen in Werdigeshausen (Wydecheshusen) und Bickenriede (Bickinride), neben einigen Hufen Ackerland getauscht, die Patronatsrechte in Werdigeshausen erhielt das St. Martin-Stift in Heiligenstadt. In der ehemaligen Gemarkung von Werdigeshausen verlief gegen Kefferhausen von Norden nach Süden eine Landwehr, wovon noch einige Flurnamen zeugen.
Werdigeshausen ist vermutlich im 15. Jahrhundert verlassen worden. Um 1556 gab es einen Versuch des Klosters Anrode in der Wüstung einige Hofstellen wieder aufzubauen, was vermutlich aber nicht gelungen ist. 1606 wurde die Gemarkung Werdigeshausen von den Einwohnern Dingelstädts gekauft. Mitte des 18. Jahrhunderts sollen noch Reste der alten Kirche vorhanden gewesen sein.

## Heutiger Zustand

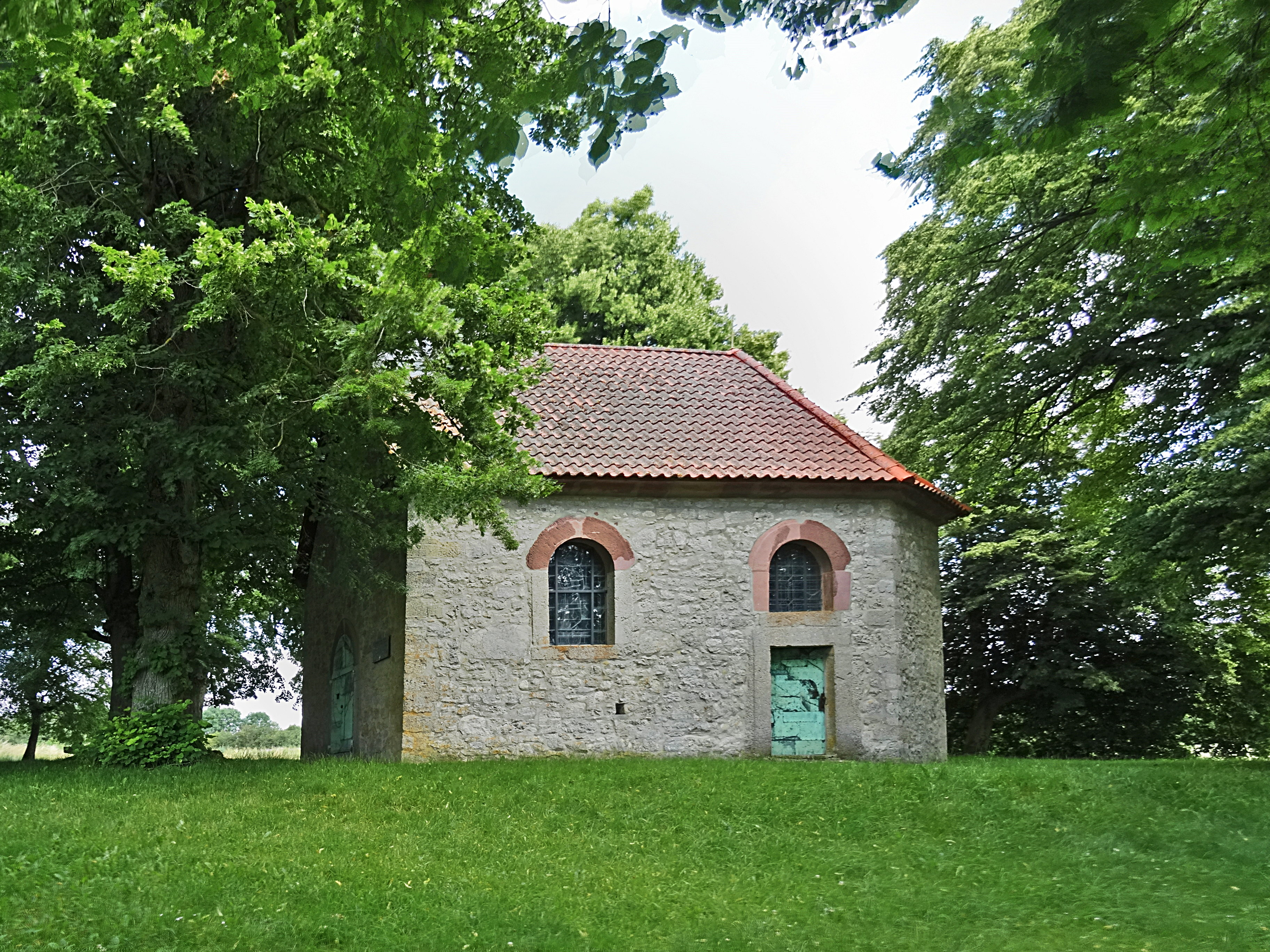
Die Werdigeshäuser Kirche (Wallfahrtskirche)

Heute befindet sich dort die Wallfahrtskapelle St. Cyriakus (auch Neue Kirche genannt), welche nach 1750 von dem Baumeister Johann Christoph Heinemann im Auftrag des Dingelstädter Pfarrers Cyriakus Frankenberg errichtet wurde. Jährlich im Juni findet eine Cyriakus-Wallfahrt zur Werdigeshäuser Kirche statt. 
Zu erreichen ist der Ort über den Unstrut-Leine-Radweg und über verschiedene Wanderwege, unter anderem einer unter Naturschutz stehenden Mehlbeerallee und dem Pilgerweg Loccum–Volkenroda. Es gibt dort Rastmöglichkeiten für Wanderer und Pilger unter den alten Linden. Unweit westlich befindet sich ein Bauernhof.

## Naturdenkmale
Die Kapelle ist von 19 Sommer- und Winterlinden umgeben, die in ihrer Gesamtheit unter Schutz stehen. Sie wurden kurz nach dem Bau der Kapelle um 1750 gepflanzt. Als weiteres Naturdenkmal ist die Mehlbeerallee von Werdigeshausen bis zur Landesstraße 1006 auf der Eichsfelder Höhe ausgewiesen. Bei diesem Weg handelt es sich um eine historische Straße mit Natursteinpflasterung.